# فرانشيسكو ديلا روكا
فرانشيسكو ديلا روكا (بالإيطالية: Francesco Della Rocca)‏ (14 سبتمبر 1987 ببرينديزي في إيطاليا - ) هو لاعب كرة قدم إيطالي في مركز الوسط. شارك مع منتخب إيطاليا تحت 16 سنة لكرة القدم ومنتخب إيطاليا تحت 19 سنة لكرة القدم ومنتخب إيطاليا تحت 20 سنة لكرة القدم ومنتخب إيطاليا لكرة القدم. أما مع النوادي، فقد لعب مع فيورنتينا ونادي أفيلينو ونادي باليرمو ونادي بريشيا ونادي بولونيا ونادي بيروجيا ونادي ساسولو ونادي سيينا وايه إس دي سامبينديتيس كالتشيو ‏.

## روابط خارجية
- فرانشيسكو ديلا روكا على موقع قاعدة بيانات كرة القدم.إي يو (الإنجليزية)
- فرانشيسكو ديلا روكا على موقع Soccerway.com (الإنجليزية)
- فرانشيسكو ديلا روكا على موقع عالم كرة القدم.نت (الإنجليزية)
- فرانشيسكو ديلا روكا على موقع AS.com (الإسبانية)